# Sen Sōtan
Sen Sōtan (千宗旦, 1578-1658), aussi appelé Genpaku Sōtan (元伯宗旦), est le petit-fils du fameux Sen no Rikyū connu pour ses idéaux et son style de la cérémonie de thé japonaise. 
Fils de Sen Shōan et d'Okame, fille de Rikyū, Sen Sōtan fait partie de la troisième génération des trois lignées de la famille Sen (voir écoles de la cérémonie du thé japonaise). Il aide à populariser le thé au Japon. Ses fils, Sōsa, Sōshitsu et Sōshu, sont à l'origine des trois lignées de la famille - l'Omotesenke, l'Urasenke et la Mushakōjisenke. Ils représentent la quatrième génération de la lignée principale.
Vers l'âge de 10 ans, Sen Sōtan part vivre au Daitoku-ji, selon le désir de son grand-père, Rikyū. Il habite dans le sous-temple Sangen'in sous la supervision du prêtre Shun'oku Sōen. Après la mort de Rikyū, lorsque la famille Sen est dissoute et que le père de Sōtan trouve refuge auprès du daimyō Gamō Ujisato à Aizuwakamatsu, Sōtan est autorisé à rester au Daitoku-ji. Quand son père lui permet de retourner à Kyoto pour rétablir la famille Sen dans la ville, Sōtan abandonne la prêtrise et rentre auprès de sa famille. Son père abdique très vite de son rôle de chef de la famille au profit de Sōtan.
Sōtan a deux fils de sa première femme et, après la mort de cette-dernière, deux autres fils de sa seconde femme. Il se brouille avec son fils aîné dont les chroniques historiques parlent peu. Sōtan arrange l'adoption de son second fils, Ichiō Sōshu, par une famille de maître laquiers durant son enfance. Sōshu choisit cependant plus tard de reprendre la tradition de cérémonie de thé de son ancêtre Rikyū, et construit une maison de thé où il habite rue Mushakōji, pour dédier sa vie à cette tradition. Il abandonne son commerce de laque à l'artisan Nakamura Sōtetsu. Cet acte représente la naissance de la lignée de maître laquiers de Nakamura Sōtetsu qui fournira la laque des familles Sen, ainsi que la naissance de la lignée Mushakōjisenke de la famille Sen. Le troisième fils de Sōtan, Kōshin Sōsa, devient l'héritier de la maison Sen, qui se renomme Omotesenke, tandis que son père se retire dans des quartiers d'une propriété adjacente. Son quatrième et plus jeune fils, Sensō Sōshitsu, est adopté par la famille d'un médecin mais il retourne vivre avec son père après la mort de ce médecin. Il devient l'héritier des quartiers de retraite et sa lignée devient l'Urasenke.
De plus, parmi les disciples de thé de Sōtan, quatre sont particulièrement proches et actifs du monde du thé. Ils sont appelés les « quatre rois célestes » (四天王, Shitennō) de Sōtan. Leurs noms sont Fujimura Yōken (1613–99), Sugiki Fusai (1628–1706), Yamada Sōhen (1627–1708), et Kusumi Soan (1636–1728). Certaines chroniques considèrent cependant que Kusumi Soan est peut-être la même personne que Miyake Bōyō (1580–1649) ou Matsuo Sōji (1579–1658).